# Бауро, Томми
Томми Бауро (англ. Tommy Bauro; род. 15 августа 1965) — соломонский боксёр, представитель средней и полутяжёлой весовых категорий. Выступал за сборную Соломоновых Островов по боксу в 1980-х годах, бронзовый призёр чемпионата Океании, участник летних Олимпийских игр в Сеуле.

## Биография
Томми Бауро родился 15 августа 1965 года на Соломоновых Островах.
Первого серьёзного успеха на взрослом международном уровне добился в сезоне 1984 года, когда вошёл в основной состав соломонской национальной сборной и побывал на чемпионате Океании в Таоюане, откуда привёз награду бронзового достоинства, выигранную в зачёте средней весовой категории.
Благодаря череде удачных выступлений удостоился права защищать честь страны на летних Олимпийских играх 1988 года в Сеуле. Уже в стартовом поединке категории до 81 кг в 1/16 финала нокаутом в первом раунде потерпел поражение от представителя Тонга Сионе Талиаули и сразу же выбыл из борьбы за медали.
На сайте Sports-Reference.com указано, что Бауро является знаменосцем сборной Соломоновых Островов на Олимпийских играх 1984 года в Лос-Анджелесе, хотя по данным того же сайта он не принимал участия в этих Играх.